# Aspila tristis
Aspila tristis là một loài bướm đêm trong họ Noctuidae.